# Alliopsis ctenostylata
Alliopsis ctenostylata är en tvåvingeart som beskrevs av Li och Deng 1981. Alliopsis ctenostylata ingår i släktet Alliopsis och familjen blomsterflugor. Inga underarter finns listade i Catalogue of Life.